# Douglas Sequeira
Douglas Sequeira Solano (San José, 23 augustus 1977) is een voormalig Costa Ricaanse profvoetballer die sinds 2009 weer onder contract staat bij Deportivo Saprissa. Eerder speelde hij bij achtereenvolgens Feyenoord, Karlsruher SC, Deportivo Saprissa, Chivas de Guadalajara en Real Salt Lake.

## Interlandcarrière
Sequeira is een middenvelder en speelde zijn eerste interland op 10 februari 1999 tegen Jamaica. Hij maakt deel uit van de selectie voor het WK voetbal 2006 en speelde sindsdien in totaal 42 interlands, waarin hij tweemaal tot scoren kwam. Bij de WK-eindronde in 2006 kwam hij één duel in actie voor zijn vaderland.